# Dhimitër Tutulani
Dhimitër Tutulani, född 19 mars 1875, död 1937, även känd som Taq Tutulani eller Dhimitraq Tutulani, var en albansk advokat och politiker från Berat. Han var en av undertecknarna av den albanska självständighetsförklaringen.